# Етилендиаминтетраоцетна киселина
Етилендиаминтетраоцетната киселина (ЕДТА) е полиаминокарбонова киселина с формула [CH2N(CH2CO2H)2]2. Представлява бяло, неразтворимо твърдо вещество. Използва се поради свойството ѝ да се свързва с железни (Fe2+/Fe3+), калциеви йони (Ca2+) и други метални катиони, образувайки водоразтворими комплексни съединения дори при неутрално pH. Следователно е полезна за разтваряне на такива йони или за пренасянето им при условия, под които оксидите им не са разтворими.
В хранителната промишленост ЕДТА се използва като консервант или стабилизатор, в текстилната промишленост предпазва цветовете на продуктите от обезцветяване, в медицината за лекуване след отравяне с живак или олово.